# Proctolabus oaxacae
Proctolabus oaxacae är en insektsart som beskrevs av Marius Descamps 1976. Proctolabus oaxacae ingår i släktet Proctolabus och familjen gräshoppor. Inga underarter finns listade i Catalogue of Life.